# 桐壺更衣
桐壺更衣（きりつぼのこうい）は、紫式部の物語『源氏物語』の登場人物で主人公光源氏の母のことだが、原文に「桐壺更衣」と言う記載はない。
「生前、女御と呼ぶこともなかった事が残念に思われ」という一文により、後世の読者が「女御ではないなら更衣だろう」と思い「桐壺更衣」と呼ばれるようになった。
桐壺更衣の実家で後に光源氏が改装した二条院は『源氏物語』が執筆された時代において藤原道長の邸宅の一つであった。
二条通りに邸宅があれば二条院や二条第と呼ばれるが、光源氏の二条院は、「二条より洞院（とうゐん）の大路を折れ給ふほど、二条の院の前なれば(賢木巻)」とあり、「二条通りの南、東の洞院通りの東にあった二条院」である事が判明しているが、ここは藤原兼家が造り、五男の道長が受け継ぎ、後に道長の子頼通の弟の教通に伝領された邸宅で、紫式部が生存の時代は道長の邸宅の一つであった。
なお、一条天皇の中宮定子の小二条第は「二条の北、東の洞院の西」で、藤原定家の二条京極家は「二条の北、京極の西」・二条富小路の内裏「二条の南、富小路の西」等々、貴族の豪壮な邸宅が二条通りの南北沿いに、何棟も存在していた（『二中暦』『拾芥抄』等）。

## 境遇・立場
入内前に亡くなった按察大納言と北の方との一人娘で、女御・更衣が沢山仕えている桐壺帝の後宮で寵愛された。後宮ではまだ后が決まっておらず、最初に入内し第一皇子を産んだ弘徽殿女御をはじめ、大勢の女性が寵愛を競っていた。桐壺更衣は後ろ盾が無いこともあり、局として清涼殿からもっとも遠く不便な淑景舎（桐壺）を与えられていた。父の遺言を受けた母北の方の尽力により、一族再興の期待を背負って入内した。出家した兄が一人いる（「賢 木」）。
特別身分高い出自ではなかったが、桐壺帝の寵愛を一身に受けていたため、他の女御、更衣たちから疎まれたうえ、彼女らの後ろ盾である重鎮の貴族からは楊貴妃などにあてこすられて、有形無形の嫌がらせを受けた。その心労から病気がちになり、帝の第二皇子（光源氏）を出産するも、源氏が3歳の夏(平安時代の夏は旧暦のため4〜6月)に病状が急変、里下り直後にそのまま死去。女御にもできなかったことを後悔した帝により、従三位を追贈された。

## 人物
平安時代に娘を入内させるのは「家の繁栄」のためであり、入内前に後ろ見を亡くしている桐壺更衣が入内するのは珍しい事であるが、父親を亡くしてから入内している人物には、村上天皇の尚侍・藤壺登子や醍醐天皇の女御(後に皇后)藤原穏子がいる。
彼女に似た藤壺は最初、母に似た源氏の憧れの人として、後には罪の共有者として重い役割を果たし、その藤壺に似た面差しの少女若紫は源氏の妻として彼の人生に大きく絡んでゆく。彼女たちのつながりは古歌にちなんで「紫の縁（ゆかり）」と呼ばれるが、彼女たちの通称もまた桐藤などいずれも紫にちなんでいる。
「桐壺」の巻が『長恨歌』をオマージュして書かれたことから、桐壺更衣のモデルはヒロインの楊貴妃であると考える説や、また藤原沢子（仁明天皇女御、光孝天皇生母）や村上天皇と密通(後に入内)した藤原登子や女御の藤原芳子モデルとする説などがある。